# Штиука (Тимиш)
Штиука (рум. Ştiuca) насеље је у Румунији у округу Тимиш у општини Штиука. Oпштина се налази на надморској висини од 183 m.

## Историја
По "Румунској енциклопедији" место се први пут помиње 1585. или 1590. године. Садашње насеље је основано колонизацијом Немаца 1785. године. Носило је име Ебендорф до 1901. године.

## Становништво
Према подацима из 2002. године у насељу је живело 1838 становника.

### Попис2002.
| Расподела становништва по националности 2002.‍ | Расподела становништва по националности 2002.‍ | Расподела становништва по националности 2002.‍ | Расподела становништва по националности 2002.‍ | Расподела становништва по националности 2002.‍ |
| --------------------------------------------- | --------------------------------------------- | --------------------------------------------- | --------------------------------------------- | --------------------------------------------- |
|                                               |                                               |                                               |                                               |                                               |
| Румуни                                        | Румуни                                        |                                               | 639                                           | 34,8%                                         |
| Мађари                                        | Мађари                                        |                                               | 6                                             | 0,3%                                          |
| Украјинци                                     | Украјинци                                     |                                               | 1.170                                         | 63,7%                                         |
| Немци                                         | Немци                                         |                                               | 18                                            | 1,0%                                          |
| Чеси                                          | Чеси                                          |                                               | 5                                             | 0,3%                                          |

### Хронологија
| Година       | 1992 | 1993 | 1994 | 1995 | 1996 | 1997 | 1998 | 1999 | 2000 | 2001 | 2002 | 2003 | 2004 | 2005 | 2006 | 2007 | 2008 | 2009 | 2010 | 2011 | 2012 | 2013 | 2014 | 2015 | 2016 | 2017 |
| ------------ | ---- | ---- | ---- | ---- | ---- | ---- | ---- | ---- | ---- | ---- | ---- | ---- | ---- | ---- | ---- | ---- | ---- | ---- | ---- | ---- | ---- | ---- | ---- | ---- | ---- | ---- |
| Становништво | 1627 | 1668 | 1708 | 1716 | 1721 | 1728 | 1742 | 1792 | 1780 | 1787 | 1816 | 1834 | 1855 | 1880 | 1891 | 1911 | 1926 | 1940 | 1966 | 2017 | 2065 | 2092 | 2103 | 2109 | 2153 | 2175 |